# Tourville-sur-Pont-Audemer
Tourville-sur-Pont-Audemer és un municipi francès situat al departament de l'Eure i a la regió de Normandia. L'any 2007 tenia 698 habitants.

## Demografia

### Població
El 2007 la població de fet de Tourville-sur-Pont-Audemer era de 698 persones. Hi havia 239 famílies de les quals 50 eren unipersonals (15 homes vivint sols i 35 dones vivint soles), 77 parelles sense fills, 85 parelles amb fills i 27 famílies monoparentals amb fills.
La població ha evolucionat segons el següent gràfic:
Habitants censats

### Habitatges
El 2007 hi havia 286 habitatges, 251 eren l'habitatge principal de la família, 23 eren segones residències i 12 estaven desocupats. 277 eren cases i 7 eren apartaments. Dels 251 habitatges principals, 210 estaven ocupats pels seus propietaris, 40 estaven llogats i ocupats pels llogaters i 1 estava cedit a títol gratuït; 3 tenien una cambra, 10 en tenien dues, 36 en tenien tres, 74 en tenien quatre i 128 en tenien cinc o més. 77 habitatges disposaven pel capbaix d'una plaça de pàrquing. A 90 habitatges hi havia un automòbil i a 136 n'hi havia dos o més.

### Piràmide de població
La piràmide de població per edats i sexe el 2009 era:
| Homes | Edats   | Dones |
| ----- | ------- | ----- |
| 0     | 95 o +  | 0     |
| 0     | 90 a 94 | 8     |
| 0     | 85 a 89 | 0     |
| 0     | 80 a 84 | 12    |
| 0     | 75 a 79 | 12    |
| 12    | 70 a 74 | 12    |
| 12    | 65 a 69 | 20    |
| 12    | 60 a 64 | 16    |
| 16    | 55 a 59 | 8     |
| 20    | 50 a 54 | 28    |
| 24    | 45 a 49 | 24    |
| 44    | 40 a 44 | 24    |
| 24    | 35 a 39 | 8     |
| 16    | 30 a 34 | 24    |
| 8     | 25 a 29 | 12    |
| 8     | 20 a 24 | 8     |
| 16    | 15 a 19 | 32    |
| 20    | 10 a 14 | 16    |
| 8     | 5 a 9   | 24    |
| 8     | 0 a 4   | 8     |

## Economia
El 2007 la població en edat de treballar era de 476 persones, 299 eren actives i 177 eren inactives. De les 299 persones actives 284 estaven ocupades (156 homes i 128 dones) i 15 estaven aturades (7 homes i 8 dones). De les 177 persones inactives 44 estaven jubilades, 89 estaven estudiant i 44 estaven classificades com a «altres inactius».

### Ingressos
El 2009 a Tourville-sur-Pont-Audemer hi havia 259 unitats fiscals que integraven 681 persones, la mediana anual d'ingressos fiscals per persona era de 19.972 €.

### Activitats econòmiques
Dels 20 establiments que hi havia el 2007, 1 era d'una empresa de fabricació de material elèctric, 3 d'empreses de fabricació d'altres productes industrials, 4 d'empreses de construcció, 2 d'empreses de comerç i reparació d'automòbils, 2 d'empreses de transport i 8 d'empreses de serveis.
Dels 2 establiments de servei als particulars que hi havia el 2009, 1 era un taller de reparació d'automòbils i de material agrícola i 1 guixaire pintor.
L'any 2000 a Tourville-sur-Pont-Audemer hi havia 20 explotacions agrícoles que ocupaven un total de 783 hectàrees.

## Poblacions més properes
El següent diagrama mostra les poblacions més properes.